# Nothobroscina
Los notobroscinos (Nothobroscina) son una subtribu de coleópteros adéfagos de la familia Carabidae. 

## Géneros
Tiene los siguientes géneros:
- Brullea
- Chylnus
- Diglymma
- Eurylychnus
- Mecodema
- Metaglymma
- Nothobroscus
- Oregus
- Orthoglymma
- Percolestus
- Percosoma